# 長野県道276号下生野明科線
長野県道276号下生野明科線（ながのけんどう276ごう しもいくのあかしなせん）は、長野県東筑摩郡生坂村と安曇野市明科を結ぶ一般県道。犀川の左岸を走行する国道19号とは正反対に、犀川の右岸を走行する。

## 概要

### 路線データ
- 起点：東筑摩郡生坂村字下生野（国道19号交点）
- 終点：安曇野市明科東川手（木戸交差点、国道19号・国道403号交点）

## 通過する自治体
- 長野県
  - 東筑摩郡生坂村 - 安曇野市

## 接続・交差する道路
- 国道19号（起点、終点）
- 国道403号（終点）